# Ibn Radschab
Zain ad-Dīn Abū l-Faradsch ʿAbd ar-Rahmān ibn Ahmad Ibn Radschab (arabisch زين الدين أبو الفرج عبد الرحمن بن أحمد ابن رجب, DMG Zain ad-Dīn Abū l-Faraǧ ʿAbd ar-Raḥmān b. Aḥmad; * 1335/36 in Bagdad; † 14. Juli 1393 in Damaskus) war ein hanbalitischer Traditions- und Rechtsgelehrter. Der Kurzname Ibn Radschab ist ein Spitzname, den ihm sein Großvater verlieh, weil er im islamischen Monat Radschab geboren worden war.

## Leben
Sowohl der Großvater als auch der Vater von Ibn Radschab waren Imame. Die Familie war wohlhabend und gebildet. Nachdem Ibn Rajab viele Jahre in Damaskus, Jerusalem und Mekka ausgebildet wurde und sich dabei die Rechtsschule von Ahmad ibn Hanbal zur Richtschnur machte, lehrte er an einer islamischen Madrasa. Nachdem ihm diese Lehrposition entzogen wurde, lehrte er in Damaskus auf dem Gebiet der prophetischen Überlieferungen, die im Arabischen als "Ahadith" bezeichnet werden. Zu seinen Schülern gehörte Ibn ar-Risaam, der spätere Mufti von Ägypten. Ibn Rajab starb am 4. Ramadan 765 H (14. Juli 1393) in Damaskus und wurde am nächsten Tag auf dem Friedhof Baab as-Sagheer beerdigt.

## Werke
- Ǧāmiʿ al-ʿulūm wa'l-ḥikam fī šarḥ ḫamsīna ḥadīṯan min Ǧawāmiʿ al-kalim. Es handelt sich um einen Kommentar zu fünfzig besonders prägnanten Prophetenaussprüchen. Sein Kommentar zum vierten Hadith der Überlieferungssammlung von an-Nawawī wird bis heute als wegweisend angesehen. Eine englische Übersetzung des Werkes ist: The Compendium of Knowledge and Wisdom. Turath Publishing, London 2007, ISBN 978-0-9547380-2-0.
- Sīrat ʿAbd al-Malik ibn ʿUmar ibn ʿAbd al-ʿAzīz, hagiographisches Werk über ʿAbd al-Malik, den Sohn des umaiyadischen Kalifen ʿUmar ibn ʿAbd al-ʿAzīz. Das Werk wurde von ʿIffat Wiṣāl Ḥamza 1993 in Beirut herausgegeben. Es ist außerdem in der  vierbändigen Sammlung von Schriften Ibn Radschabs enthalten, die Ṭalʿat ibn Fuʾād al-Ḥulwānī erstellt hat, siehe dort Bd. II, S. 475–510. Digitalisat.
- Kitāb aḏ-Ḏail ʿalā Ṭabaqāt al-Ḥanābila, Tabaqāt-Werk zu den Hanbaliten, Fortsetzung des Tabaqāt-Werk von Ibn Abī Yaʿlā.
- Seinen Kommentar in sieben Bänden zu der Hadith-Sammlung Sahīh al-Buchārī konnte Ibn Radschab nicht mehr vollenden.
- The Heirs of the Prophets. Starlatch Llc, 2006, ISBN 1929694121 (englisch)